# Horní Planá
Horní Planá (německy Oberplan) je město v okrese Český Krumlov v Jihočeském kraji, ležící na jihovýchodní Šumavě u Lipenské vodní nádrže. Žije zde přibližně 2 000 obyvatel. S rozlohou přes 127 km² je Horní Planá jednou z plošně největších obcí v Česku (6. místo). Zdejší městský úřad je jedním z pověřených úřadů obvodu ORP Český Krumlov, spadají pod něj ještě obce Černá v Pošumaví a Frymburk.

## Název
Původ názvu města je slovanský. Název vznikl z přídavného jména planá, ve smyslu pustá nebo neobdělávaná. Jeden z prvních názvů Plané byl „Planá pod Vítkovou horou“ (v latinských textech Plana de Monte Vitconis). Někdy okolo roku 1598 bylo městečko rozděleno na Horní Planou a (nedoloženou) Dolní Planou. V 17. století se v němčině začal používat název Oberplan.

## Geografie
Území obce se rozkládá na obou březích Vltavy, resp. vodní nádrže Lipno. Jádro města je na severovýchodním (levém) břehu. Jihovýchodní hranici obce tvoří státní hranice s Rakouskem, dále sousedí na západě s obcemi Nová Pec a Želnava (okres Prachatice), na severu s vojenským újezdem Boletice, na východě krátce s obcí Polná na Šumavě a na jihovýchodě s Černou v Pošumaví.
Město se nachází na rozhraní Vltavické brázdy a Želnavské hornatiny, na svahu Houbového vrchu; se střední nadmořskou výškou 776 m je nejvýše položeným městem v Jihočeském kraji a jedním z nejvýše položených českých měst vůbec. Nejvyšším bodem katastru obce je pohraniční hora Smrčina (1333 m, současně nejvyšší bod okresu Český Krumlov), na levém břehu je nejvyšší Špičák (1221 m). Nejníže je hladina lipenské nádrže (standardně 725,6 m n. m.).

### Ochrana přírody
Celé území obce se nachází v chráněné krajinné oblasti Šumava (resp. západní okraj v národním parku Šumava), v ptačí oblasti Šumava a na území evropsky významné lokality Šumava. Na území obce jsou ještě zvláště chráněny přírodní památky Házlův kříž, Pestřice, Prameniště Hamerského potoka u Zvonkové, Račínská prameniště a Úval Zvonková.

## Historie

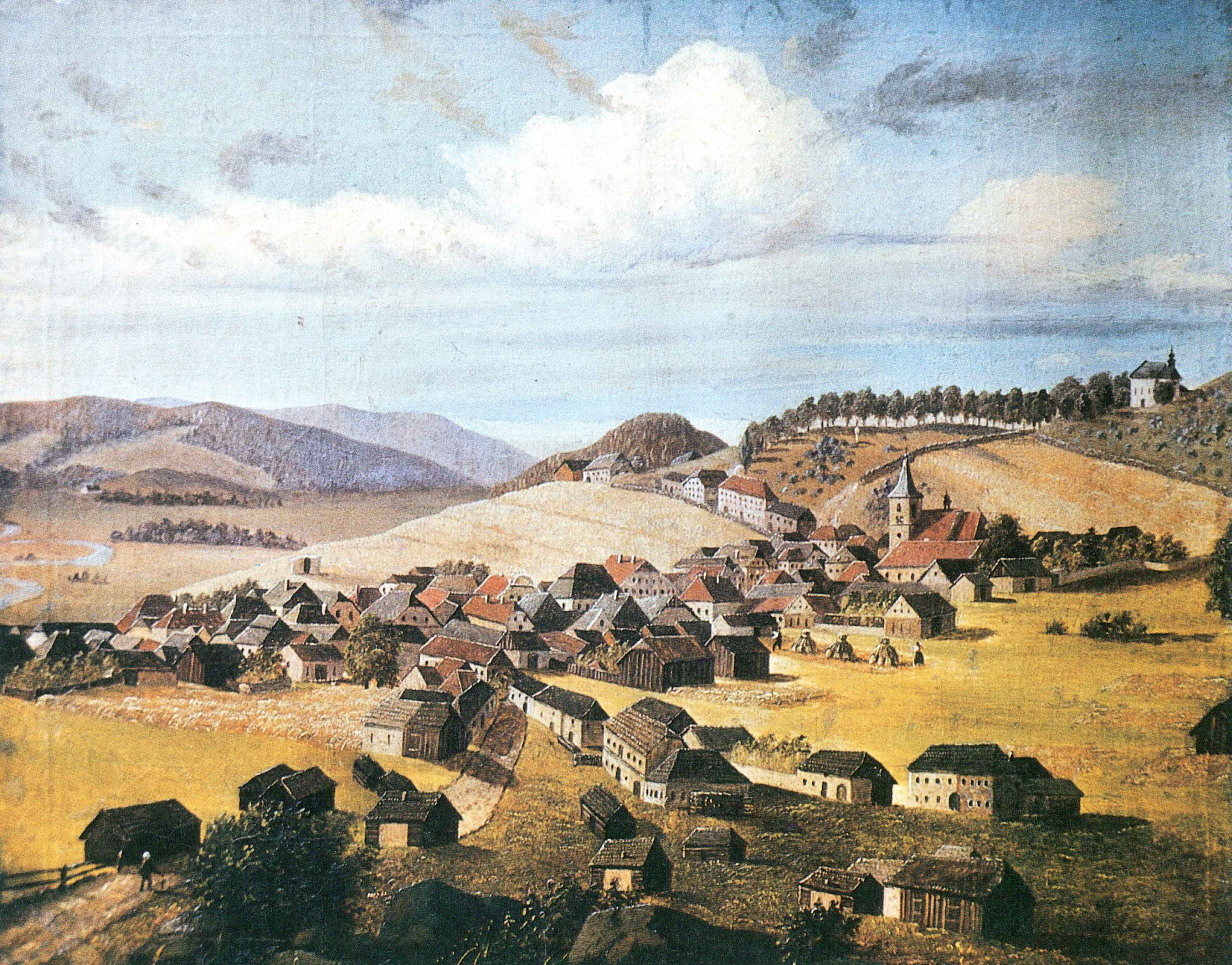
Horní Planá v roce 1823 od Adalberta Stiftera

Archeologické nálezy dokládají přítomnost člověka již ve střední době kamenné. Z bavorského Pasova vedly přes rakouský Klaffer am Hochficht dvě větve obchodní stezky do Horní Plané, první sedlem mezi Plechým a Smrčinou a druhá Zvonkovským průsmykem. Z Horní Plané pak stezka pokračovala přes Hodňov a Polnou k Boleticím.
Již ve 13. století byl v Horní Plané kostel – kostel svaté Markéty má románské jádro z druhé čtvrtiny 13. století. Obec byla založena cisterciáky ze zlatokorunského kláštera. V roce 1349 byla Horní Planá římským císařem a českým králem Karlem IV. na žádost tohoto kláštera povýšena na městečko. Za husitských válek se Horní Planá dostala k panství Český Krumlov a zůstala u něho až do zrušení poddanství. V letech 1845–1846 byla postavena silnice z Horní Plané přes Bližší Lhotu do Zvonkové a dále na zemskou hranici, kde navázala na silnici z Ulrichsbergu. V roce 1892 byla Horní Planá zapojena do železniční sítě.
V roce 1923 zde bylo v domě č. 115 zřízeno Muzeum Šumavy (16. výstavních místností), ve kterém byly mj. uloženy archeologické nálezy Karla Brdlika. Po zrušení tohoto muzea po 2. světové válce je větší část muzejních sbírek uložena v Regionálním muzeu v Českém Krumlově (dříve Okresní muzeum v Českém Krumlově).
V roce 1938 byla Horní Planá v důsledku uzavření Mnichovské dohody přičleněna k Německé říši; tento stav trval do 9. května 1945, kdy toto české území osvobodily jednotky americké armády postupující ve směru od Zadní Zvonkové a Bližší Lhoty. Měsíc před příchodem americké armády, a to dne 8. dubna 1945 procházel Horní Planou pochod smrti válečných zajatců. Na místním hřbitově je pohřbeno 10 obětí tohoto pochodu.
V 50. letech 20. století zanikla v nynějším obvodu obce tato sídla: Dolní Borková, Horní Borková, Huťský Dvůr, Josefův Důl, Staré Hutě, Zadní Zvonková.
V letech 1952 až 1958 byla budována lipenská přehrada, kvůli které byla zbořena původní osada Jenišov; most v Bližší Lhotě byl stržen a nahrazen přívozem; železniční trať byla přeložena a v Horní Plané bylo postaveno nové nádraží.
Dne 23. října 1960 byl slavnostně otevřen Památník Adalberta Stiftera.
Od 1. ledna 1976 se stala částí města Horní Planá bývalá obec Pernek. Osady Maňava a Pihlov, které byly osadami této obce, zanikly – staly se součástí Horní Plané.

## Obecní správa a politika

### Místní části
- Bližší Lhota (k. ú. Pestřice a Zvonková); v této místní části je i Další Lhota, Pestřice a Račín.
- Hodňov (k. ú. Horní Planá)
- Horní Planá (k. ú. Horní Planá, Houbový Vrch a Maňávka u Českého Krumlova, částečně i k.ú. Pernek)
- Hory (k. ú. Pernek)
- Hůrka (k. ú. Horní Planá)
- Olšina (k. ú. Horní Planá)
- Pernek (k. ú. Pernek)
- Žlábek (k. ú. Horní Planá)

### Obce pod správou POÚ Horní Planá
- Černá v Pošumaví
- Frymburk
- Horní Planá

## Doprava
Na území obce jsou tyto železniční zastávky na trati České Budějovice – Černý Kříž:  Hodňov, Žlábek, Černá v Pošumaví, Horní Planá, zastávka, Horní Planá a Pernek-Hory.
Horní Planou prochází silnice I/39, která vede z Českého Krumlova do Volar a Lenory.
Nachází se zde přístaviště sezónní linkové či okružní lodní linky z Lipna nad Vltavou. Je zde také přívoz na protější (pravý) břeh Vltavy, resp. lipenského přehradního jezera, do místní části Bližší Lhota, odkud vede silnice na hraniční přechod Zadní Zvonková / Schöneben.

## Turistika
Horní Planá je v současnosti rychle rostoucím turistickým střediskem.Je ideální východisko pro cyklistiku, Nordic Walking, v zimě pak pro běh na lyžích. Na území obce je v přeshraničním styku s Rakouskem  přechod na turistické stezce Pestřice / Sonnenwald. Na vrchu Dobrá Voda byla v roce 2021 otevřena 36 m vysoká rozhledna.
Přes Horní Planou vede cyklistická trasa 33 (Železná Ruda - Vyšší Brod).

## Společnost

### Školství
- Základní a mateřská škola

### Sport
- Motokáry
- Bowling
- Fotbalový klub

### Festivaly
- Markétská pouť
- Rock fest na letňáku
- Septembeer Fest

## Pamětihodnosti
- Rodný dům Adalberta Stiftera, ve kterém je umístěna pobočka Regionálního muzea v Českém Krumlově  pojmenovaná Památník – rodný domek Adalberta Stiftera v Horní Plané, jež je obsahově zaměřena především na vztah této osobnosti k Šumavě a zejména k Horní Plané.[15]
- Kostel svaté Markéty
- Kostel Panny Marie Bolestné na vrchu Dobrá voda (862 m n. m.)
- Bronzový pomník Adalberta Stiftera (autor pomníku: Karel Wilfert mladší)
- Pomník obětem pochodu smrti (autor pomníku: Miroslav Raboch)

## Osobnosti

### Rodáci
- Adolf Martin Pleischl (1787–1867), univerzitní profesor, chemik a lékař, narozen v Jenišově
- Adalbert Stifter (1805–1868), rakouský spisovatel
- Leopold Wackarž (1810–1901), opat vyšebrodský a generální opat cisterciáků
- Johann Evangelist Habert (1833–1896), církevní hudebník a skladatel
- Mathias Pangerl (1834–1879), historik, archivář, narozen v Hodňově
- Gustav Jungbauer (1886–1942), etnograf, profesor na Univerzitě Karlově v Praze a spoluzakladatel Šumavského muzea v Horní Plané

### Další
- Franz Fischer (1867–1937), ředitel školy, autor folklorních a historických článků, obecní kronikář; čestný občan města
- Johannes Urzidil (1896–1970), básník
- Hans Schreiber (1859–1936), přírodovědec, spoluzakladatel Šumavského muzea v Horní Plané, čestný občan města[20]
- Hugo Rokyta (1912–1999), historik; čestný občan města

## Galerie

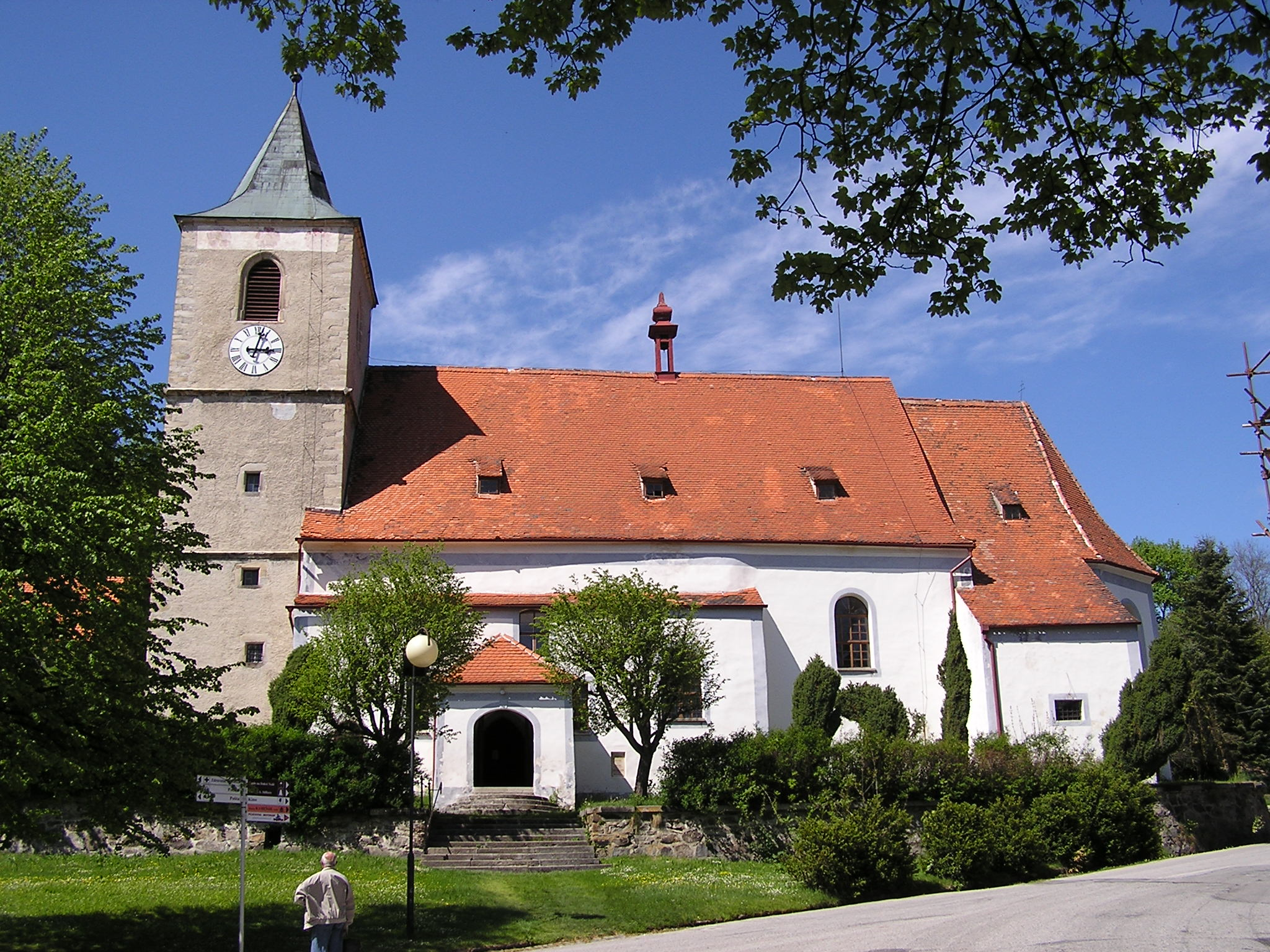
Kostel sv. Markéty
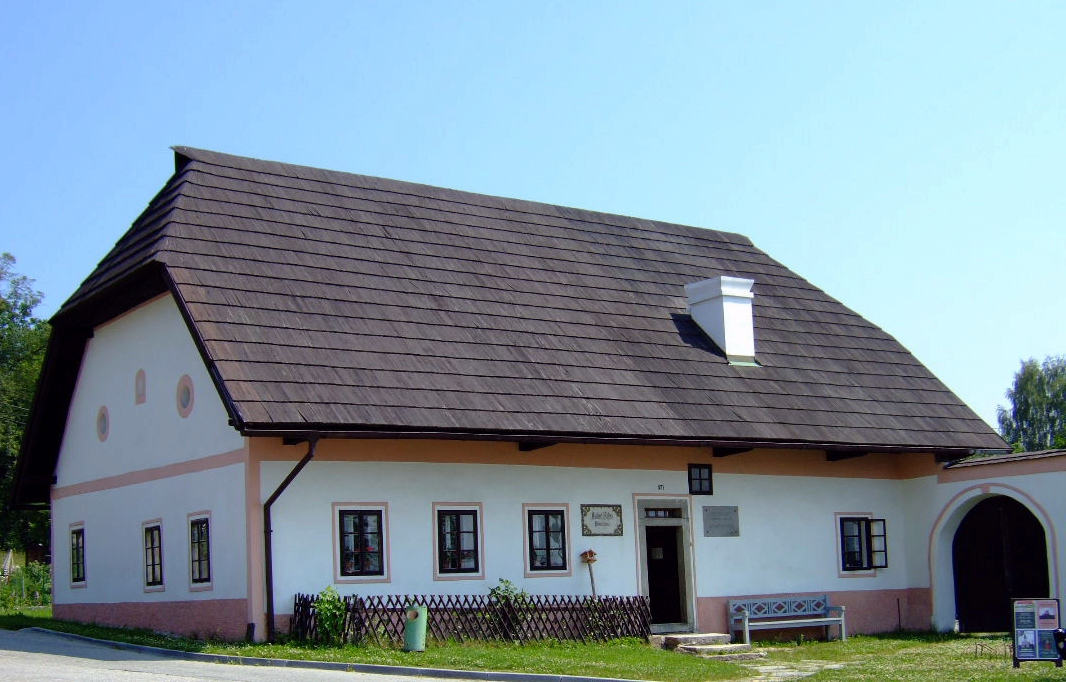
Rodný dům Adalberta Stiftera
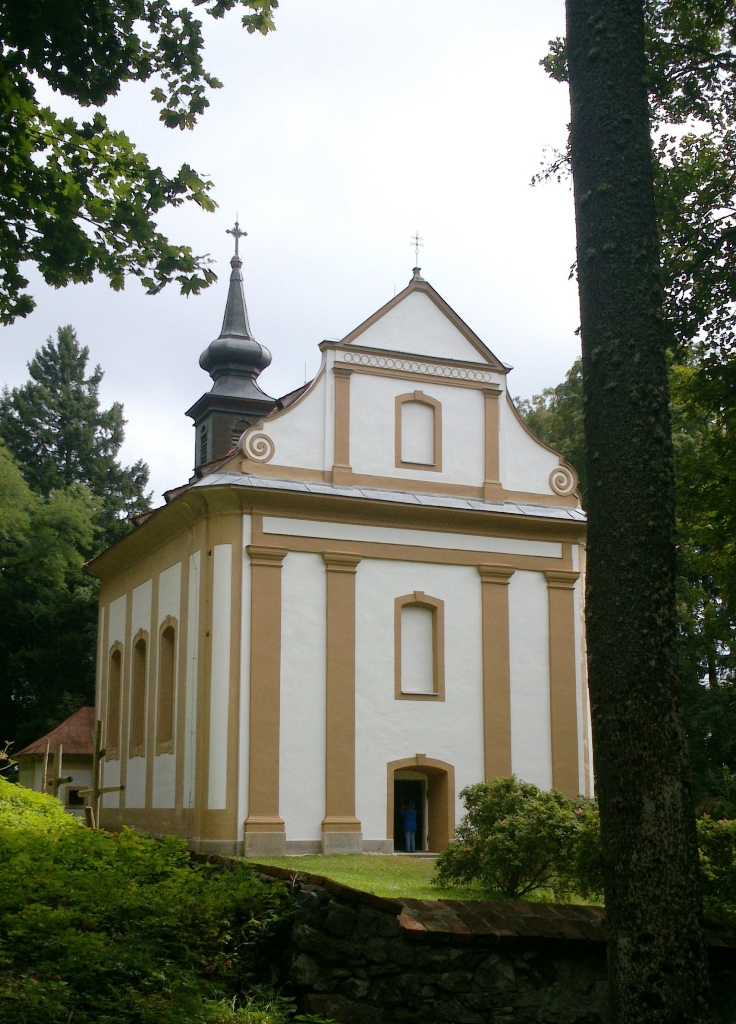
Kostel Panny Marie Bolestné
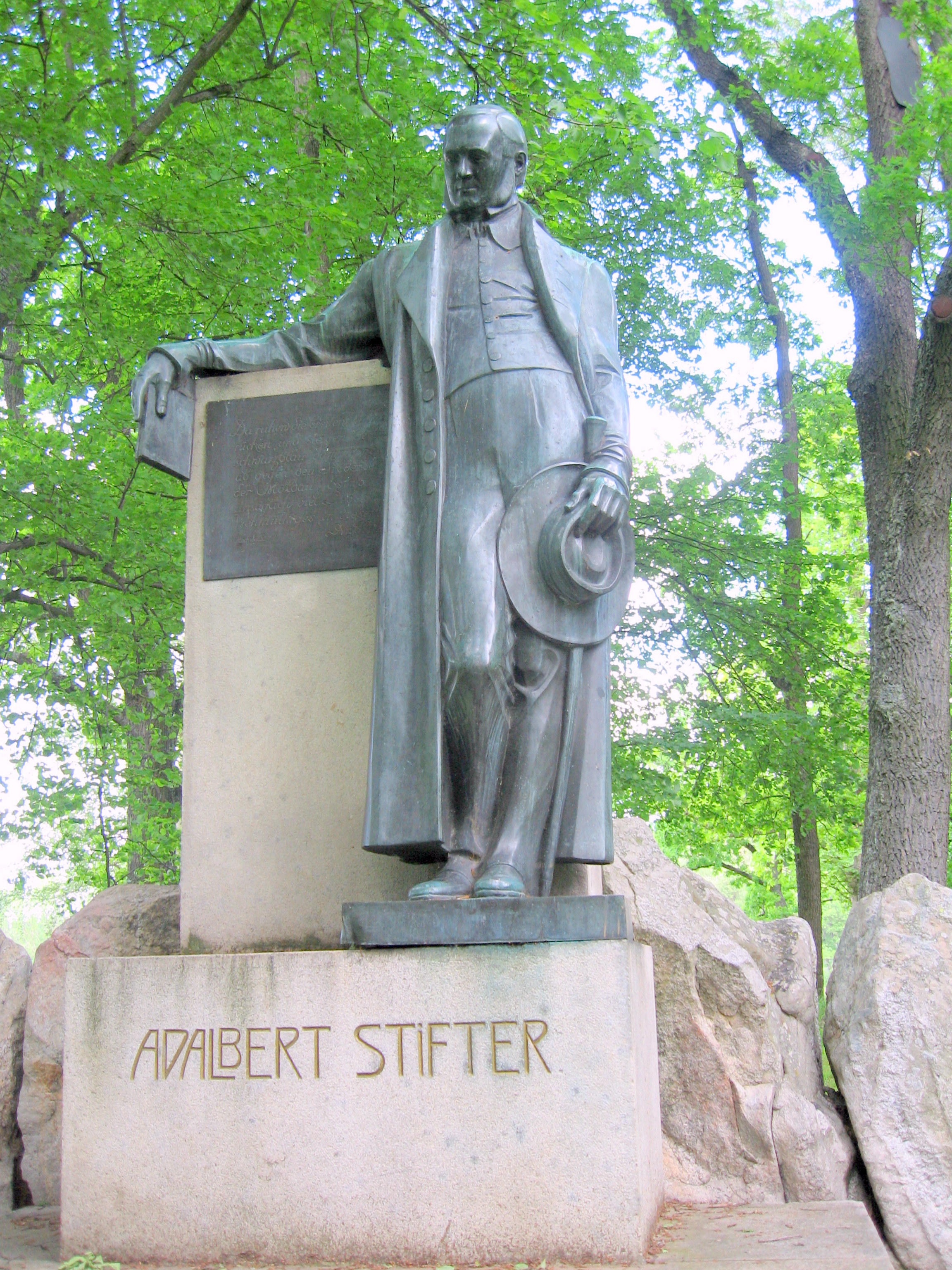
Bronzový pomník Adalberta Stiftera
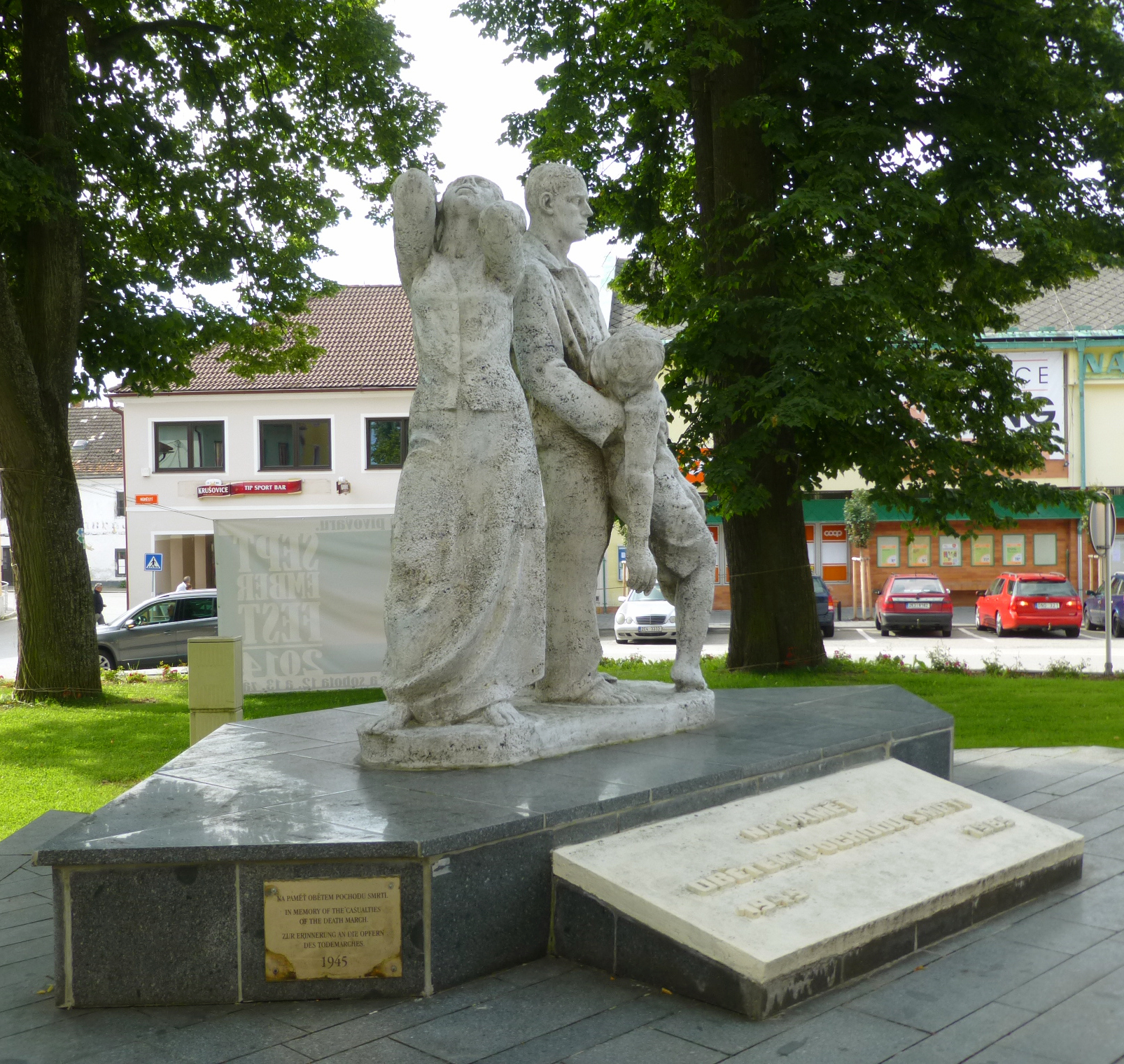
Pomník obětem pochodu smrti
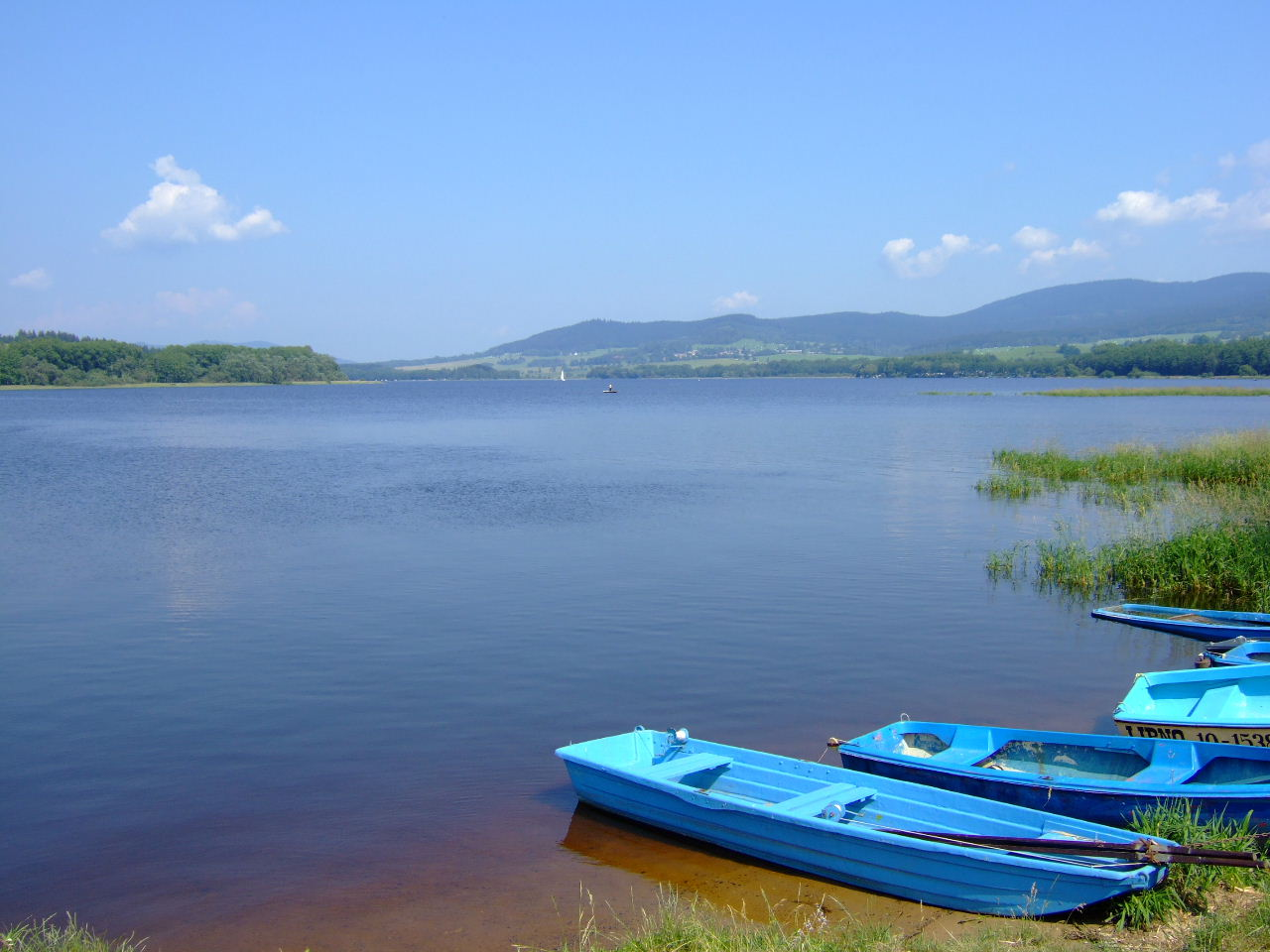
Vodní nádrž Lipno u Horní Plané
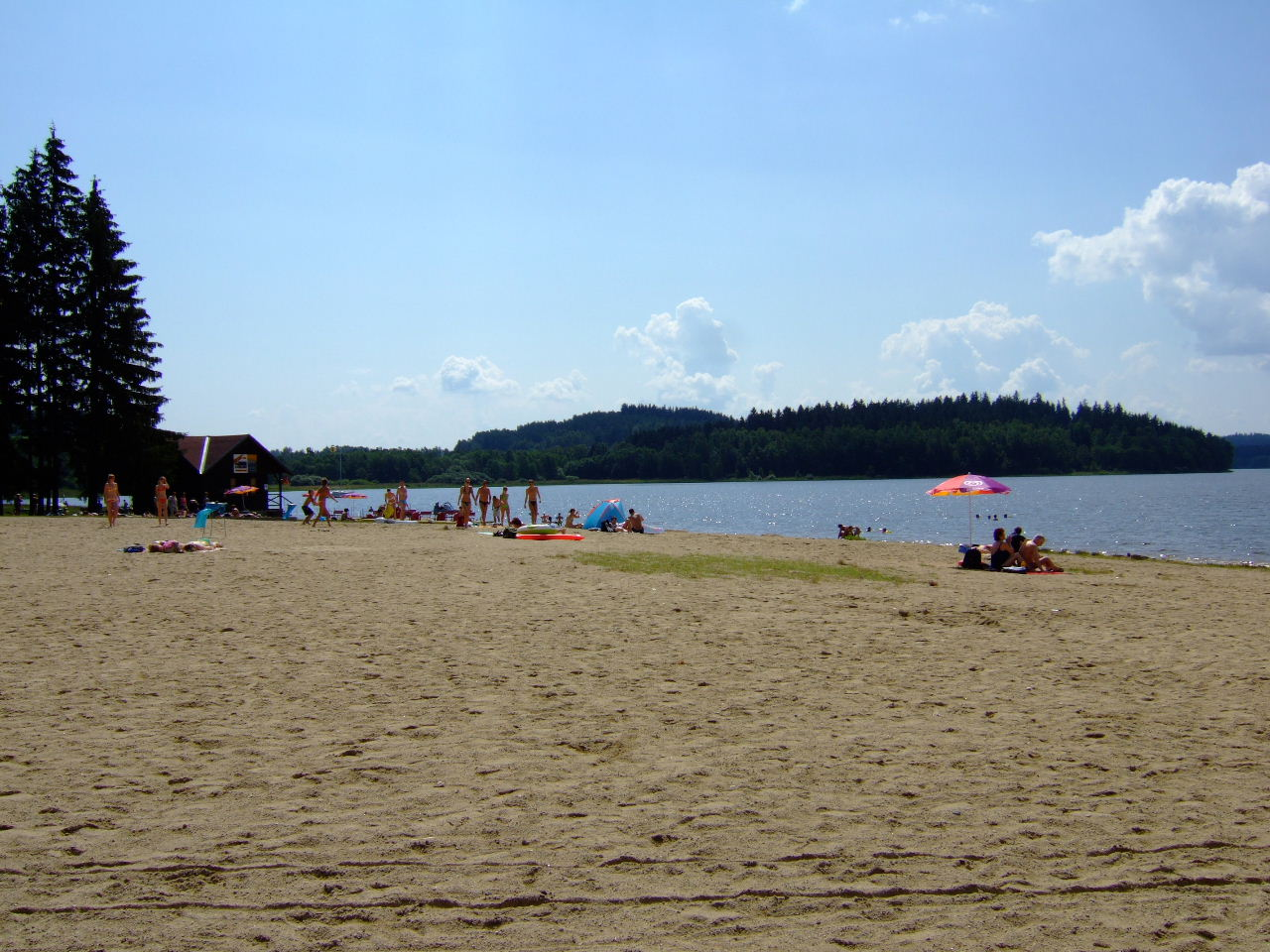
Pláž v Horní Plané